# إغنازيو شتيرن
إغنازيو شتيرن (بالإيطالية: Ignazio Stella) هو رسام نمساوي، ولد في 17 يناير 1679 في Mauerkirchen ‏ في النمسا، وتوفي في 28 مايو 1748 في روما في إيطاليا.